# Главоггер, Михаэль
Михаэль Главоггер (нем. Michael Glawogger; 3 декабря 1959, Грац, Австрия — 22 апреля 2014, Монровия, Либерия) — австрийский кинорежиссёр-документалист, работы которого более 20 раз отмечены престижными международными наградами.

## Биография
Михаэль Главоггер родился в 1959 году в Граце, Австрия. Учёбу начал в Институте искусств Сан-Франциско (с 1981 по 1982 год), продолжил в Венской киноакадемии (с 1983 по 1989 год). Специализировался на документальном кино. В 1995 году снял картину «Муравьиная улица» (нем. Die Ameisenstraße), которая получила национальную награду Viennale. Первой работой, получившей уже международную известность, стал фильм «Мегаполисы» (англ. Megacities, 1998 год) о жизни четырёх городов — Мумбаи, Нью-Йорка, Москвы и Мехико. Он победил сразу на пяти международных фестивалях документального кино, включая Viennale и Международный кинофестиваль в Сан-Франциско. Лента «Смерть рабочего» (англ. Workingman’s Death, 2005 год) принесла ещё 6 наград и 2 номинации на ведущих кинофорумах мира, включая Grierson Award на Лондонском кинофестивале и немецкий Deutscher Filmpreis. В этом фильме рабочие с Украины, из Индонезии, Нигерии, Пакистана для поддержания полунищенского существования своих семей должны идти на ежедневный риск. В картине «Слава блудницы» (англ. Whores' Glory, 2011), выигравшей призы IndieLisboa International Independent Film Festival и 2 национальных кинонаграды Австрии, тема проституции рассматривается не только с точки зрения социального осуждения, но с самых разных, порой парадоксальных сторон.
Михаэль Главоггер снимал и игровое кино. «Трущёбные прогулки» (англ. Slumming, 2006 год) получил приз на Ghent International Film Festival за лучший сценарий, а «Убей папочку на ночь» (в оригинале — нем. Das Vaterspiel, 2009 год) и «Контакт» (англ. Contact High, 2009 год) были неплохо приняты критикой. Отдельно должна быть отмечена зарисовка режиссёра в альманахе «60 Секунд одиночества в нулевом году».
Принимал участие в судействе международных профессиональных конкурсов: член жюри Московского МКФ 2008 года, председатель жюри МКФ «Послание к человеку» (Санкт-Петербург, 2012 год).
Одной из последних работ Михаэля Главоггера стала полнометражная документальная лента в формате 3D о Российской государственной библиотеке из серии «Соборы культуры» (в работе над серией также принимали участие режиссёры Роберт Редфорд, Микаэль Мэдсен и Вим Вендерс, в качестве руководителя проекта). Фильм демонстрировался на Берлинале 2014 года.
Михаэль Главоггер в начале 2014 года работал в Африке, собирал материал для нового проекта. Уже почти год он путешествовал с двумя участниками съёмочной группы в минифургоне, сначала по Восточной Европе, а позже в Сьерра-Леоне, Гамбии, Сенегале. В Либерии режиссёр почувствовал серьёзное недомогание и был госпитализирован с первоначальным диагнозом брюшной тиф. Через три дня диагноз был скорректирован на малярию. За кинематографистом из Вены вылетел специальный авиарейс с высококвалифицированными медиками. Однако, во вторник 22 апреля 2014 года в 23-40 по дороге в аэропорт он скончался. Разница в часовых поясах стала причиной объявления некоторыми СМИ датой смерти Михаэля Главоггера 23 апреля.

## Критика
Тематика лент кинематографиста позволили говорить о нём как о художнике, анализирующем влияние модернизации и глобализации на жизни и судьбы людей из низших социальных слоёв развивающихся стран. Эстетика социального вызова, обсуждение замалчиваемых тем позволили критикам неоднократно сопоставлять работы Михаэля Главоггера и Гуальтьеро Якопетти. На это Главоггер заявлял, что совершенно не знаком с творчеством итальянского документалиста. В специализированных изданиях сравнение работ австрийца с другими режиссёрами проводится неоднократно. Например, обозреватель журнала «Сеанс» находит общую тему исследований в картинах Михаэля Главоггера и финского режиссёра Пирьо Хонкасало (в частности, в её ленте «Три комнаты меланхолии»). Это «архаичный магический ритуал», в первом случае в виде тяжёлого физического труда, иногда утратившего целесообразность, во втором — обряд вступления во взрослую жизнь североморских кадетов и подростков-сирот из Ингушетии. Но и в том, и в другом случае для героев картин все действия наполнены смыслом, а для режиссёров они остаются поэтической стихией, полумистической загадкой. Напротив, сравнение с фильмом голландки Йиску Рикелс «4 элемента» строится на контрасте. Она, анализируя тяжёлый труд пожарных России и шахтёров Германии, испытывает скорее эйфорию, некоторую «этнографическую экзотику» своих персонажей. Для Главоггера же главным в арсенале является шоковый эффект.

В анализах некоторых лент в адрес режиссёра звучали обвинения в сомнительной патетике и псевдо-отстранённости, которыми он пытался прикрыть тенденциозность:
Окидывая саркастическим взглядом привычный мир западноевропейской упорядоченности, в чужом пространстве он оказывается остро реагирующим на экзотику наблюдателем. Поэтому отбрасывая всякую строгость, Главоггер увлекается своими маргинальными тружениками, незаслуженно отдавая им героический статус.<...> Его гуманизм чужого мира связан не с реальным стремлением разобраться в бедах глобальной периферии, он производен от решительного неприятия привычной жизни центра <Европы>.

## Избранная фильмография и награды
| Год  |     | Русское название                     | Оригинальное название                                   | Роль |
| ---- | --- | ------------------------------------ | ------------------------------------------------------- | --- |
| 1984 | ф   | Смерть читающего                     | Tod eines Lesenden                                      | режиссёр |
| 1989 | ф   | Война в Вене                         | Krieg in Wien                                           | режиссёр |
| 1989 | ф   | Город других                         | Die Stadt der anderen                                   | режиссёр |
| 1995 | ф   | Муравьиная улица                     | Die Ameisenstraße                                       | режиссёр, сценарист. Приз Viennale (Вена) и Max Ophüls Festival (земли Саар, Германия) |
| 1996 | ф   | Кино у нас в голове                  | Kino im Kopf                                            | режиссёр |
| 1998 | док | Мегаполисы                           | Megacities                                              | режиссёр, сценарист. Премии Viennale, МКФ в Ванкувере, премия международного жюри МКФ в Сан-Паулу, Romy Gala в Австрии |
| 2000 | док | Франция, мы идём                     | Frankreich, wir kommen                                  | режиссёр, сценарист |
| 2002 | док | Состояние нации: Австрия в 6 частях  | Zur Lage: Österreich in sechs Kapiteln                  | режиссёр, сценарист |
| 2004 | ф   | Слизни                               | Nacktschnecken                                          | режиссёр, сценарист |
| 2005 | док | Смерть рабочего                      | Workingman's Death                                      | режиссёр, сценарист. Награды: CPH:DOX Award (Копенгаген, Дания), Deutscher Filmpreis (Германия), специальный приз жюри МКФ в Хихоне (Испания), приз FIPRESCI фестиваля документального кино в Лейпциге, премия Грирсона Лондонского кинофестиваля, приз МКФ в Ереване. Номинации: приз Гильдии режиссёров Америки (США), Премия Европейской киноакадемии. |
| 2006 | ф   | Трущобные прогулки                   | Slumming                                                | режиссёр, сценарист. Приз Ghent International Film Festival за лучший сценарий, номинация на Золотого медведя Берлинского кинофестиваля |
| 2009 | ф   | Всё дело в предках                   | Das Vaterspiel                                          | режиссёр, сценарист |
| 2009 | ф   | Особая связь                         | Contact High                                            | режиссёр, сценарист |
| 2011 | док | Слава блудницы                       | Whores' Glory                                           | режиссёр, сценарист |
| 2011 | ф   | 60 секунд одиночества в нулевом году | 60 Seconds of Solitude in Year Zero                     | режиссёр, эпизод |
| 2013 | док | Соборы культуры                      | Cathedrals of Culture                                   | режиссёр одного из фильмов серии |
| 2014 | ф   |                                      | Landkrimi – Die Frau mit einem Schuh                    | |
| 2016 | ф   |                                      | Hotel Rock’n’Roll (Drehbuch, posthume Veröffentlichung) | |
| 2017 | док |                                      | Untitled (Dokumentarfilm, posthume Veröffentlichung)    | |